# Anchietea raimondii
Anchietea raimondii är en violväxtart som beskrevs av Melch.. Anchietea raimondii ingår i släktet Anchietea och familjen violväxter. Inga underarter finns listade i Catalogue of Life.